# Výkupné (film)
Výkupné (v anglickém originále Clinton and Nadine) je americký dramatický film z roku 1988. Režisérem filmu je Jerry Schatzberg. Hlavní role ve filmu ztvárnili Andy Garcia, Ellen Barkin, Morgan Freeman, John C. McGinley a Michael Lombard.

## Obsazení
| Andy Garcia      | Clinton Dillard |
| Ellen Barkin     | Nadine Powers   |
| Morgan Freeman   | Dorsey Pratt    |
| John C. McGinley | Turner          |
| Michael Lombard  | James Conrad    |
| Brad Sullivan    | John Anson      |
| Alan North       | Rayburn         |
| Bill Raymond     | Jewell          |